# French Films
French Films – fińska grupa muzyczna założona w 2010 w Helsinkach.

## Skład zespołu
- Johannes Leppänen
- Max Salonen
- Tuomas Asanti
- Antti Inkiläinen

## Dyskografia

### Albumy studyjne
- Imaginary Future (wrzesień 2011, GAEA)
- White Orchid (kwiecień 2013, GAEA)